# Майккі Ярнефельт
Майкі Ярнефельт-Пальмгрен (фін. Maikki Järnefelt-Palmgren; урод. Марія Пакарінен, фін. Maria Pakarinen; 26 серпня 1871, Йоенсуу, Великое князівство Фінляндське — 4 липня 1929, Турку, Турку, Турку, Турку. Дружина композитора та диригента Армаса Ярнефельта, потім композитора Селіма Пальмгрена.

## Біографія
Навчалася в Гельсінкі у Абрахама Ойянпере, потім у Матильди Маркезі у Парижі. Виступала на оперних сценах Німеччини та Італії, часто в операх Ріхарда Вагнера (Єлизавета у «Тангейзері», Зіглінда у «Валькірії»). В 1904 разом з Армасом Ярнефельтом стояла біля витоків оперного театру в Гельсінкі.